# ماكس بورغس
ماكس بورغس (بالإنجليزية: Max Burgess) (16 يناير 1995 بسيدني في أستراليا - ) هو لاعب كرة قدم أسترالي في مركز الوسط. لعب مع روكديل إليندين ‏.

## وصلات خارجية
- ماكس بورغس على موقع قاعدة بيانات كرة القدم.إي يو (الإنجليزية)
- ماكس بورغس على موقع Soccerway.com (الإنجليزية)